# Коси (город, Япония)
Коси (яп. 合志市 Ко:си-си) — город в Японии, находящийся в префектуре Кумамото. Площадь города составляет 53,17 км², население — 57 977 человек (1 августа 2014), плотность населения — 1090,41 чел./км².

## Географическое положение
Город расположен на острове Кюсю в префектуре Кумамото региона Кюсю. С ним граничат города Кумамото, Кикути и посёлки Кикуё, Одзу.

## Население
Население города составляет 57 977 человек (1 августа 2014), а плотность — 1090,41 чел./км². Изменение численности населения с 1980 по 2005 годы:
| 1980 | 31 856 чел. |  |
| 1985 | 38 142 чел. |  |
| 1990 | 42 014 чел. |  |
| 1995 | 46 925 чел. |  |
| 2000 | 49 391 чел. |  |
| 2005 | 51 647 чел. |  |

## Символика
Деревом города считается дуб острейший, цветком — качим.